# Sibley-Ahlquist-Taxonomie
Die Sibley-Ahlquist-Taxonomie (nach Charles Gald Sibley (1917–1998) und Jon E. Ahlquist (1944–2020)) ist eine auf DNA-Hybridisierungsstudien basierende Neuklassifikation der Vogelfamilien, die eine stark von der traditionellen Systematik der Vögel abweichende Anordnung vorsah. Obwohl viele Änderungen heute unter Ornithologen akzeptiert sind, gelten andere Aussagen nach wie vor als umstritten oder wurden mittlerweile widerlegt. 

## Altkiefervögel (Palaeognathae)

### Ratitae

#### Struthioniformes
1. Struthionidae
2. Rheidae
3. Casuariidae
4. Apterygidae

#### Tinamiformes
1. Tinamidae

## Neukiefervögel (Neognathae)

### Galloanserae

#### Gallomorphae

##### Craciformes
1. Cracidae
2. Megapodiidae

##### Galliformes
1. Phasianidae
2. Numididae
3. Odontophoridae

#### Anserimorphae

##### Anseriformes
1. Anhimidae
2. Anseranatidae
3. Dendrocygnidae
4. Anatidae

### Turnicae

#### Turniciformes
1. Turnicidae

### Picae

#### Piciformes
1. Indicatoridae
2. Picidae
3. Megalaimidae
4. Lybiidae
5. Ramphastidae

### Coraciae

#### Galbulimorphae

##### Galbuliformes
1. Galbulidae
2. Bucconidae

#### Bucerotimorphae

##### Bucerotiformes
1. Bucerotidae
2. Bucorvidae

##### Upupiformes
1. Upupidae
2. Phoeniculidae
3. Rhinopomatidae

#### Coraciimorphae

##### Trogoniformes
1. Trogonidae

##### Coraciiformes
1. Coraciidae
2. Brachypteraciidae
3. Leptosomidae
4. Todidae
5. Alcedinidae
6. Halcyonidae
7. Cerylidae
8. Meropidae

### Coliae

#### Coliiformes
1. Coliidae

### Passerae

#### Cuculimorphae

##### Cuculiformes
1. Cuculidae
2. Centropidae
3. Coccyzidae
4. Opisthocomidae
5. Crotophagidae
6. Neomorphidae

#### Psittacimorphae

##### Psittaciformes
1. Psittacidae

#### Apodimorphae

##### Apodiformes
1. Apodidae
2. Hemiprocnidae

##### Trochiliformes
1. Trochilidae

#### Strigimorphae

##### Musophagiformes
1. Musophagidae

##### Strigiformes
1. Tytonidae
2. Strigidae
3. Aegothelidae
4. Podargidae
5. Batrachostomidae
6. Steatornithidae
7. Nyctibiidae
8. Eurostopodidae
9. Caprimulgidae

#### Passerimorphae

##### Columbiformes
1. Raphidae
2. Columbidae

##### Gruiformes
1. Eurypygidae
2. Otididae
3. Gruidae
4. Aramidae
5. Heliornithidae
6. Psophiidae
7. Cariamidae
8. Rhynochetidae
9. Rallidae
10. Mesitornithidae

##### Ciconiiformes
1. Pteroclidae
2. Thinocoridae
3. Pedionomidae
4. Scolopacidae
5. Rostratulidae
6. Jacanidae
7. Chionidae
8. Pluvianellidae
9. Burhinidae
10. Charadriidae
11. Glareolidae
12. Laridae
13. Accipitridae
14. Sagittariidae
15. Falconidae
16. Podicipedidae
17. Phaethontidae
18. Sulidae
19. Anhingidae
20. Phalacrocoracidae
21. Ardeidae
22. Scopidae
23. Phoenicopteridae
24. Threskiornithidae
25. Pelecanidae
26. Ciconiidae
27. Fregatidae
28. Spheniscidae
29. Gaviidae
30. Procellariidae

##### Passeriformes
1. Acanthisittidae
2. Pittidae
3. Eurylaimidae
4. Philepittidae
5. Tyrannidae
6. Thamnophilidae
7. Furnariidae
8. Formicariidae
9. Conopophagidae
10. Rhinocryptidae
11. Climacteridae
12. Menuridae
13. Ptilonorhynchidae
14. Maluridae
15. Meliphagidae
16. Pardalotidae
17. Petroicidae
18. Irenidae
19. Orthonychidae
20. Pomatostomidae
21. Laniidae
22. Vireonidae
23. Corvidae
24. Callaeatidae
25. Picathartidae
26. Bombycillidae
27. Cinclidae
28. Muscicapidae
29. Sturnidae
30. Sittidae
31. Certhiidae
32. Paridae
33. Aegithalidae
34. Hirundinidae
35. Regulidae
36. Pycnonotidae
37. Hypocoliidae
38. Cisticolidae
39. Zosteropidae
40. Sylviidae
41. Alaudidae
42. Nectariniidae
43. Melanocharitidae
44. Paramythiidae
45. Passeridae
46. Fringillidae